# Sorkino
Sorkino (russisch Зоркино) ist ein Dorf in der Oblast Saratow (Russland) und eine ehemalige Siedlung der Wolgadeutschen. Sie hat etwa 750 Einwohner.

## Geographie
Sorkino liegt etwa 100 Kilometer nordöstlich der Gebietshauptstadt Saratow im Rajon Marx, 37 Kilometer nördlich von dessen Verwaltungszentrums Marx drei Kilometer von linken, „Wiesenufer“ der Wolga entfernt. Die föderale Fernstraße R226 führt an Sorkino direkt vorbei.
Der Ort ist Sitz der Landgemeinde Sorkinskoje selskoje posselenije, zu der außerdem die neun Dörfer Georgijewka, Jastrebowka, Michailowka, Nowaja Schisn, Semjonowka, Solotowka, Wassiljewka, Wolkowo und Worotajewka sowie die zwei Siedlungen Kolos und Suchoi gehören. Insgesamt hat die Gemeinde 5720 Einwohner (Stand 14. Oktober 2010).

## Geschichte

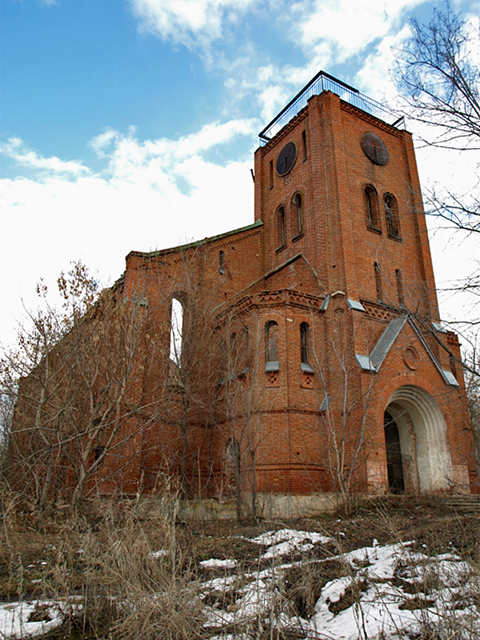
Evangelische Jesuskirche (Zustand 2009)

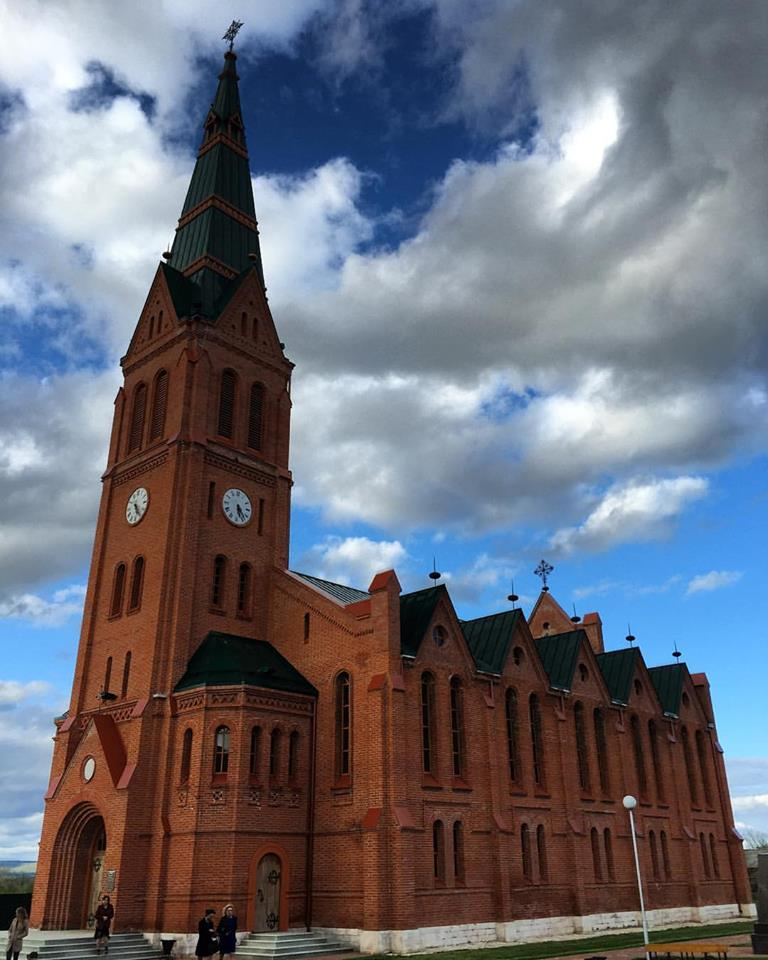
Evangelische Jesuskirche (2016)

1764–1767 entstand der Ort Zürich als Kolonie deutscher Siedler. Zu den Gründern zählen Familien aus Hessen-Darmstadt, Sachsen und Nassau. Die Siedlung wurde nach der Stadt Zürich genannt, wird aber in manchen Quellen auch als Eckert erwähnt. Nach der Gründung entwickelte sich die Einwohnerzahl positiv und stieg bis zum Ersten Weltkrieg von 200 auf gut 3000 Siedler, überwiegend deutscher Abstammung. Anfang des 20. Jahrhunderts hatte das Dorf zwölf Windmühlen, eine eigene Schule, eine Apotheke und eine 1877 erbaute evangelische Kirche. Neben dem Getreideanbau wurde in der Winterzeit auch Handwerk ausgeübt. 1915 erfolgte die Umbenennung in Sorkino. Nach der sozialistischen Revolution von 1917 und mehreren Deportationen und der Emigration der deutschen Bevölkerung aus dem Gebiet nahm die Einwohnerzahl deutlich ab.

### Bevölkerungsentwicklung
| Jahr | Einwohner | davon Deutsche |
| ---- | --------- | -------------- |
| 1788 | 256       |                |
| 1816 | 550       |                |
| 1834 | 966       |                |
| 1857 | 1589      |                |
| 1897 | 2639      | 2612           |
| 1920 | 3393      |                |
| 1926 | 2292      | 2279           |

Anmerkung: 1897 und 1926 Volkszählungsdaten

## Bauwerke und Sehenswürdigkeiten
Die evangelische Jesuskirche in Sorkino ist eine der wenigen deutschen Kirchen in der Wolgaregion, die nicht komplett abgerissen wurde und mit relativ kleinen Beschädigungen bis zum heutigen Tag erhalten ist. Entworfen wurde sie vom deutschen Architekten Johann Eduard Jacobsthal, Landesbaumeister in Berlin.
Nachdem die alte hölzerne Kirche durch einen Blitzschlag zerstört wurde, errichtete man 1877 eine neue Backsteinkirche mit einer Kapazität für 900 Personen, mit einem 38 Meter hohen Turm, vier Uhren und einer Orgel. Mitte der 1930er-Jahre fiel die Kirche den massiven Verfolgungen der Religion in der Sowjetunion zum Opfer. Das verwüstete Gebäude wurde für unterschiedliche Zwecke benutzt, darunter als Lager und als Kino, bis es 1992 nach einem Brand aufgegeben wurde. Ab 2013 wurde die Kirche originalgetreu restauriert und 3. Oktober 2015 wieder eingeweiht.